# Campeonato Argentino de Clubes
El Campeonato Argentino de Clubes, también conocido como Torneo Argentino de Clubes Campeones fue la máxima competencia nacional de baloncesto profesional de Argentina hasta el año 1984. Es antecesora de la actual Liga Nacional de Básquet.
Se creó en la década del treinta, ya que por ese entonces no existía un torneo nacional a nivel clubes, solo se disputaba el Campeonato Argentino de Selecciones representado por las selecciones de cada provincia del país.
La Confederación Argentina de Basquetbol era la encargada de su organización, que constaba de rondas locales, regionales, provinciales, hasta una fase final nacional.
En 1984, San Andrés se consagró campeón al derrotar en la final a River Plate en lo que fue la última edición de esta competencia que sirvió como torneo de transición para la naciente Liga Nacional y clasificó a doce equipos a la máxima categoría. El objetivo de este cambio fue crear una competición nacional profesional, con proyectos a largo plazo en los clubes. 
Ferro Carril Oeste, Peñarol, Obras Sanitarias, San Lorenzo de Almagro, Boca Juniors y Unión de Santa Fe son los únicos clubes que ganaron este certamen y actualmente juegan en la élite del básquetbol nacional.
Otros cuadros que ganaron el Campeonato Argentino de Clubes y pasaron por la Liga "A" fueron: Gimnasia y Esgrima La Plata (actualmente en La Liga Argentina), Lanús (actualmente en La Liga Argentina), Olimpo de Bahía Blanca, River Plate y Almagro de Esperanza.

## Historial
| Temporada | Campeón                       | Subcampeón                       | Sede                   |
| --------- | ----------------------------- | -------------------------------- | ---------------------- |
| 1936      | Huracán Rosario               |                                  | Ciudad de Buenos Aires |
| 1938      | Gimnasia y Esgrima (Santa Fe) | Echagüe                          | Santa Fe               |
| 1939      | Gimnasia y Esgrima (Santa Fe) | Sporting Social CF               | Rosario                |
| 1941      | Santiago BBC                  | Gimnasia y Esgrima (Santa Fe)    | San Miguel de Tucumán  |
| 1942      | Estudiantes de Olavarría      | Y. P. F. de La Plata             | Olavarría              |
| 1943      | Unión de Santa Fe             | San Lorenzo de Almagro           | Ciudad de Buenos Aires |
| 1948      | Villa San Martín              |                                  |                        |
| 1951      | Villa San Martín              |                                  |                        |
| 1958      | San Lorenzo de Almagro        | Unión de Santa Fe                | Ciudad de Buenos Aires |
| 1959      | Inti Club                     | Arizu Mendoza                    | Santiago del Estero    |
| 1960      | Santiago BBC                  | Gimnasia y Esgrima (Santa Fe)    | Catamarca              |
| 1961      | Hindú (Resistencia)           | Ciclista Paraná                  | Resistencia            |
| 1962      | Peñarol                       |                                  |                        |
| 1963      | Boca Juniors                  |                                  |                        |
| 1964      | Villa San Martín              | Inti Club de Santiago del Estero |                        |
| 1965      | Tomás de Rocamora             |                                  |                        |
| 1968      | Almagro (Esperanza)           | Tomás de Rocamora                |                        |
| 1969      | Unión de Santa Fe             | Tomás de Rocamora                | Villa Angela           |
| 1974      | Olimpo (Bahía Blanca)         | Obras Sanitarias                 | Bahía Blanca           |
| 1975      | Obras Sanitarias              | Estudiantes (Bahía Blanca)       |                        |
| 1976      | Obras Sanitarias              | Regatas Corrientes               | Neuquén                |
| 1977      | Lanús                         | Unión Progresista                | Catamarca              |
| 1978      | Olimpo (Bahía Blanca)         | Obras Sanitarias                 |                        |
| 1979      | Gimnasia y Esgrima La Plata   | Hindú Club (Córdoba)             | Córdoba                |
| 1980      | Gimnasia y Esgrima La Plata   | Olimpo (Bahía Blanca)            |                        |
| 1981      | Ferro Carril Oeste            |                                  |                        |
| 1982      | Obras Sanitarias              | Hindú Club (Córdoba)             |                        |
| 1983      | River Plate                   | Obras Sanitarias                 |                        |
| 1984      | Deportivo San Andrés          | River Plate                      |                        |

## Títulos por clubes
- 3 Obras Sanitarias (1975, 1976 y 1982)
- 2 Gimnasia y Esgrima (Santa Fe) (1938 y 1939)
- 2 Santiago BBC (1941 y 1960)
- 2 Unión de Santa Fe (1943 y 1969)
- 2 Villa San Martín (1948 y 1951)
- 2 Olimpo (Bahía Blanca) (1974 y 1978)
- 2 Gimnasia y Esgrima (La Plata) (1979 y 1980)
- 1 Huracán Rosario (1936)
- 1 San Lorenzo de Almagro (Buenos Aires) (1958)
- 1 Inti Club (1959)
- 1 Hindú Club (Resistencia) (1961)
- 1 Peñarol de Mar del Plata (1962)
- 1 Boca Juniors (1963)
- 1 Tomás de Rocamora (1965)
- 1 Almagro (Esperanza) (1968)
- 1 Club Atlético Lanús (1977)
- 1 Ferro Carril Oeste (Buenos Aires) (1981)
- 1 River Plate (1983)
- 1 Deportivo San Andrés (1984)